# Amt Weilerswist-Lommersum
Das Amt Weilerswist-Lommersum war ein Amt im Kreis Euskirchen in der preußischen Rheinprovinz und in Nordrhein-Westfalen. Es ging aus der Bürgermeisterei Weilerswist und der Bürgermeisterei Lommersum hervor. Das Gebiet des Amtes gehört heute zur Gemeinde Weilerswist im Kreis Euskirchen.

## Bürgermeistereien Weilerswist und Lommersum
Von 1798 bis 1814 standen alle linksrheinischen Gebiete unter französischer Herrschaft. Während dieser Zeit wurden nach französischem Vorbild die Mairien Weilerswist und Lommersum eingerichtet, die zum Kanton Lechenich im Arrondissement Köln des Rur-Departements gehörten. Nachdem das Rheinland 1814 an Preußen gefallen war, wurden aus den Mairien die preußischen Bürgermeistereien Weilerswist und Lommersum, die 1816 zum neuen Kreis Lechenich kamen, aus dem 1827 der Kreis Euskirchen wurde.
Die Bürgermeisterei Lommersum umfasste nur die Gemeinde Lommersum. Zur Bürgermeisterei Weilerswist gehörten die drei Landgemeinden Metternich, Vernich  und Weilerswist.
Am Ende des Jahres 1927 wurde die Bezeichnung aller rheinischen Landbürgermeistereien in „Amt“ geändert. Die beiden Bürgermeistereien hießen nun Amt Lommersum bzw. Amt Weilerswist.
Im Rahmen der preußischen Kreisreform vom 1. Oktober 1932 kam die Gemeinde Müggenhausen aus dem aufgelösten Kreis Rheinbach zum Amt Weilerswist dazu. Am 1. November 1934 wurden alle preußischen Einzelgemeindeämter und damit auch das Amt Lommersum aufgehoben; Lommersum wurde dadurch eine amtsfreie Gemeinde.

## Amt Weilerswist-Lommersum
1951 wurde die amtsfreie Gemeinde Lommersum mit den Gemeinden des aufgelösten Amtes Weilerswist zum  Amt Weilerswist-Lommersum zusammengeschlossen, das aus fünf Gemeinden bestand:
- Lommersum
- Metternich
- Müggenhausen
- Vernich
- Weilerswist

Das Amt Weilerswist-Lommersum wurde am 1. Juli 1969 durch das Gesetz zur Neugliederung des Landkreises Euskirchen aufgelöst. Seine fünf Gemeinden wurden zur neuen Gemeinde Weilerswist zusammengeschlossen.

## Einwohnerentwicklung
| Jahr | Bürgermeisterei Weilerswist | Bürgermeisterei Lommersum | Quelle |
| ---- | --------------------------- | ------------------------- | ------ |
| 1843 | 2531                        | 1476                      | [ 6 ]  |
| 1871 | 2732                        | 1625                      | [ 1 ]  |
| 1885 | 2843                        | 1777                      | [ 7 ]  |
| 1910 | 3045                        | 1842                      | [ 8 ]  |
| 1925 | 3354                        | 1981                      | [ 9 ]  |
| 1939 | 4034                        | 1902                      | [ 10 ] |
|      | Amt Weilerswist-Lommersum   |                           |        |
| 1950 | 8485                        | 8485                      | [ 11 ] |
| 1961 | 9291                        | 9291                      | [ 11 ] |